# Vláda Jozefa Moravčíka
Vláda Jozefa Moravčíka působila na Slovensku od 15. března do 13. prosince 1994. Vznikla po pádu druhé vlády Vladimíra Mečiara, které vyslovil 11. března téhož roku slovenský parlament (Národní rada Slovenské republiky) nedůvěru.
Předsedou vlády byl Jozef Moravčík. Jednalo se o přechodnou vládu. Ve vládě byla zastoupena Demokratická unie Slovenska (DEÚS), Křesťanskodemokratické hnutí (KDH), Strana demokratické levice (SDĽ) a Národně-demokratická strana (NDS).
17. března schválil slovenský parlament zákon o zkrácení volebního období a vypsání předčasných voleb.

## Seznam členů vlády
- předseda vlády: Jozef Moravčík (DEÚS)
- místopředseda vlády pro legislativu: Ivan Šimko (KDH)
- místopředseda vlády pro neekonomické resorty: Roman Kováč (DEÚS)
- místopředsedkyně vlády pro hospodářství: Brigita Schmögnerová (SDĽ)
- ministr hospodářství: Peter Magvaši (SDĽ)
- ministr financí: Rudolf Filkus (DEÚS)
- ministr dopravy, spojů a veřejných prací: Mikuláš Dzurinda (KDH)
- ministr zemědělství: Pavel Koncoš (SDĽ)
- ministr vnitra: Ladislav Pittner (KDH)
- ministr obrany: Pavol Kanis (SDĽ)
- ministr spravedlnosti: Milan Hanzel (SDĽ)
- ministr zahraničních věcí: Eduard Kukan (DEÚS)
- ministr práce, sociálních věcí a rodiny: Július Brocka (KDH)
- ministr školství a vědy: Ľubomír Harach (SDĽ)
- ministr kultury: Ľubomír Roman (KDH)
- ministr zdravotnictví: Tibor Šagát (DEÚS)
- ministr pro správu a privatizaci národního majetku: Milan Janičina (NDS)
- ministr životního prostředí: Juraj Hraško (SDĽ)